# Amaurobius agastus
Amaurobius agastus là một loài nhện trong họ Amaurobiidae.
Loài này thuộc chi Amaurobius. Amaurobius agastus được Ralph Vary Chamberlin miêu tả năm 1947.